# LG Cup
LG Cup è il nome di uno dei principali tornei internazionali di go per professionisti.

## Torneo
Il torneo è sponsorizzato e organizzato dal gruppo LG, e il premio per il vincitore è di 300 milioni Won (circa 210.000 euro), quello per il secondo arrivato 100 milioni di won.
Al torneo prendono parte ventiquattro goisti così ripartiti:
- 2 vincitore e finalista della precedente edizione, indipendentemente dalla loro nazionalità;
- 12 dalla Hanguk Kiwon, la federazione della Corea del Sud;
- 6 dalla Zhōngguó Wéiqí Xiéhuì, la federazione della Cina;
- 3 dalla Nihon Ki-in, la federazione del Giappone;
- 1 dalla Taiwan Chi Yuan, la federazione di Taiwan.

Ogni federazione invitata decide autonomamente come scegliere i rappresentanti da inviare, alcune ricorrono alla nomina diretta e altre effettuano tornei di qualificazione. I ventiquattro partecipanti si affrontano in un torneo a eliminazione diretta (otto goisti ricevono la qualificazione diretta al secondo turno), con partite secche, a eccezione della finale che è al meglio delle tre partite.

## Controversia
A novembre 2024, la federazione sudcoreana ha introdotto la regola che le pietre catturate fossero obbligatoriamente raccolte nel coperchio del contenitore delle pietre, e che il goista che non avesse seguito questa regola avrebbe ricevuto una penalità di due pietre alla prima infrazione e la perdita a tavolino alla seconda. Nella finale della ventinovesima coppa LG, disputata a gennaio 2025 con le regole sudcoreane dal sudcoreano Byun Sang-il e dal cinese Ke Jie, la regola è stata applicata due volte: nella seconda partita Ke Jie, che era in vantaggio di una partita, non ha raccolto la pietra catturata nel coperchio per due volte, ed è stato squalificato; nella terza partita Ke Jie si è rifiutato di inserire la pietra nel coperchio e di continuare la partita, in quanto l'arbitro aveva interrotto il gioco durante il tempo di Byun permettendogli di studiare meglio la situazione, e ha perso il titolo per 1-2.
Come conseguenza, la federazione cinese ha deciso di boicottare la trentesima edizione del torneo, e la federazione sudcoreana ha deciso di invitare alcuni vincitori delle edizioni precedenti, oltre a inserire direttamente nel torneo principale due giocatrici.

## Albo d'oro
| Edizione | Anno    | Vincitore      | Punteggio | Finalista      |
| -------- | ------- | -------------- | --------- | -------------- |
| 1        | 1996-97 | Lee Chang-ho   | 3-0       | Yoo Chang-hyuk |
| 2        | 1997-98 | Ō Rissei       | 3-2       | Yoo Chang-hyuk |
| 3        | 1998-99 | Lee Chang-ho   | 3-0       | Ma Xiaochun    |
| 4        | 1999-00 | Yu Bin         | 3-1       | Yoo Chang-hyuk |
| 5        | 2000-01 | Lee Chang-ho   | 3-2       | Lee Se-dol     |
| 6        | 2001-02 | Yoo Chang-hyuk | 3-2       | Cho Hun-hyun   |
| 7        | 2002-03 | Lee Se-dol     | 3-1       | Lee Chang-ho   |
| 8        | 2003-04 | Lee Chang-ho   | 3-1       | Mok Jin-seok   |
| 9        | 2004-05 | Cho U          | 3-1       | Yu Bin         |
| 10       | 2005-06 | Gu Li          | 3-2       | Chen Yaoye     |
| 11       | 2006-07 | Zhou Junxun    | 2-1       | Hu Yaoyu       |
| 12       | 2007-08 | Lee Se-dol     | 2-1       | Han Sang-hoon  |
| 13       | 2008-09 | Gu Li          | 2-0       | Lee Se-dol     |
| 14       | 2009-10 | Kong Jie       | 2–0       | Lee Chang-ho   |
| 15       | 2010-11 | Piao Wenyao    | 2–0       | Kong Jie       |
| 16       | 2011-12 | Jiang Weijie   | 2–0       | Lee Chang-ho   |
| 17       | 2012-13 | Shi Yue        | 2–0       | Won Seong-jin  |
| 18       | 2013-14 | Tuo Jiaxi      | 2–1       | Zhou Ruiyang   |
| 19       | 2014-15 | Park Jung-hwan | 2–1       | Kim Ji-seok    |
| 20       | 2015-16 | Kang Dong-yun  | 2–1       | Park Yeong-hun |
| 21       | 2016-17 | Dang Yifei     | 2–0       | Zhou Ruiyang   |
| 22       | 2017-18 | Xie Erhao      | 2-1       | Iyama Yuta     |
| 23       | 2018-19 | Yang Dingxin   | 2-1       | Shi Yue        |
| 24       | 2019-20 | Shin Jin-seo   | 2-0       | Park Jung-hwan |
| 25       | 2020-21 | Shin Min-jun   | 2-1       | Ke Jie         |
| 26       | 2021-22 | Shin Jin-seo   | 2-0       | Yang Dingxin   |
| 27       | 2022-23 | Ding Hao       | 2-0       | Yang Dingxin   |
| 28       | 2023-24 | Shin Jin-seo   | 2-0       | Byun Sang-il   |
| 29       | 2024-25 | Byun Sang-il   | 2-1       | Ke Jie         |
| 30       | 2025    | in corso       | in corso  | in corso       |